# Bedollo
Bedollo és un municipi italià, dins de la província de Trento. L'any 2007 tenia 1.420 habitants. Limita amb els municipis de Baselga di Pinè, Lona-Lases, Palù del Fersina, Sant'Orsola Terme, Segonzano i Sover.

## Administració
| Període | Identitat      | Partit        |
| ------- | -------------- | ------------- |
| 2005-   | Narciso Svaldi | Llista cívica |